# Nesteroidna protivnetna učinkovina
Nesteroidne protivnetne učinkovine,  nesteroidni antirevmatiki ali nesteroidna protivnetna zdravila (NSPVZ) (angl. kratica NSAID) so učinkovine za lajšanje simptomov vnetja, navadno tudi z izraženim protibolečinskim in antipiretičnim delovanjem, ki strukturno niso steroidi in sintezno ne izhajajo iz opiatov ali opioidov. Gre za ene najpogosteje uporabljanih zdravil. Mednje sodijo na primer: acetilsalicilna kislina (aspirin), ibuprofen, naproksen, diklofenak, indometacin, meloksikam ... Paracetamol ne sodi v to skupino zdravil, ker nima znatno izraženega protivnetnega delovanja, deluje pa protibolečinsko in antipiretično.

## Predstavniki
Med NSAID spadajo indoli, naftilalkanoni, oksikami, derivati propionske kisline, salicilati, fenamati, pirazoli, pirolo-pirolo derivati in selektivni zaviralci COX-2 (koksibi):
- indoli
  - etodolak
  - indometacin
  - sulindak
  - tolmetin
- naftilalkanoni
  - nabumeton
- oksikami
  - piroksikam
- derivati propionske kisline
  - fenoprofen
  - flurbiprofen
  - ibuprofen
  - ketoprofen
  - naproksen
  - naproksen natrij
  - oksaprozin
- salicilati
  - acetilsalicilna kislina
  - diflunisal
- fenamati
  - meklofenamat
  - mefenaminska kislina
- pirazoli
  - fenilbutazon
- pirolo-pirolo derivati
  - ketorolak
- koksibi
  - celekoksib

## Mehanizem delovanja
Vnetje povzročajo snovi, ki se sprostijo iz celic prizadetega tkiva in migrirajočih celic. Najpomembnejši so prostaglandini, levkotrieni, histamin, bradikinin, trombocite aktivirajoči faktor in levkotrien 1. Nesteroidna protivnetna zdravila, na primer aspirin, zavirajo encim ciklooksigenazo, ki omogoča pretvorbo arahidonske kisline v prostanoide (levkotrien, prostaglandini). Encim ciklooksigenaza obstaja v dveh izooblikah: ciklooksigenaza 1 (COX-1) je konstitutivni encim, pomemben za različne fiziološke funkcije, ciklooksigenaza 2 (COX-2) pa je inducibilni encim, vključen v procese vnetja. Zaviranje COX-2 je odgovorno za terapevtske učinke, zaviranje COX-1 pa povzroča neželene učinke. Kasneje so odkrili še tretjo izoobliko encima, poimenovano COX-3, ki je v večji meri prisoten v možganih. Pomembno je vpleten v posredovanje bolečine in vročine. Sklepajo, da je COX-3 možno mesto delovanja paracetamola, vendar tudi drugi analgetiki in antipiretiki v in vitro poskusih zavirajo COX-3, torej bi lahko razširili njihov mehanizem delovanja tudi na zaviranje COX-3.
Prostanoidi so vključeni v številne fiziološke in patofiziološke procese (vnetje, hemostaza, tromboza, citoprotektivno delovanje, ulceracija, hemodinamika, uravnavanje ledvične funkcije) in zaviranje sinteze le-teh, zlasti pri neselektivnem zaviranju COX-1, se pojavljajo poleg želenih tudi neželeni učinki. Znižanje ravni prostanoidov v želodcu zaradi zaviranja konstitutivnega encima COX-1 lahko vodi do nastanka želodčnih razjed, krvavitev in predrtja želodca.
Selektivni zaviralci ciklooksigenaze 2 (koksibi) zavirajo specifično le ciklooksigeno 2, ki jo inducirajo provnetni dražljaji in za katero domnevajo, da je odgovorna za sintezo mediatorjev bolečine, vnetja in vročine. Ker koksibi ne zavirajo ciklooksigenaze-1, ne vplivajo na tvorbo prostaglandinov v želodcu in na delovanje krvnih ploščic. Posledično v manjši meri povzročajo gastrointestinalne neželene učinke in vplivajo na strjevanje krvi, povezujejo pa jih z ledvičnimi in srčnožilnimi težavami, kar zelo omejuje njihovo uporabo.

## Neželeni učinki
Nesteroidna protivnetna zdravila so relativno varna zdravila, povzročajo pa lahko tudi resne neželene učinke, zlasti na prebavila in ledvice. Izkazujejo tudi neželene učinke na jetra, vranico, kri in kostni mozeg.

### Neželeni učinki na prebavila
Nesteroidne protivnetne učinkovine zavirajo tudi prostaglandine, prisotne v želodcu, ki uravnavajo kislost želodčnega soka, tvorbo sluzi in bikarbonata. V prebavilih (in tudi v ledvicah in krvnih ploščicah) je namreč prisoten konstitutivni encim ciklooksigenaza 1 (COX 1), ki je potreben za tvorbo prostaglandinov in tromboksana iz arahidonske kisline. Zaviranje COX 1 zato povzroča neželene učinke na prebavilih. Neželeni učinki na prebavila so močneje izraženi pri tistih NSAID, ki neselektivno zavirajo tudi COX 1.˙Ne gre le za neposredno delovanje zdravila na sluznico želodca in dvanajstnika po zaužitju, pomembno je zlasti sistemsko delovanje, torej zaviranje nesteroidnih protivnetnih učinkovin ciklooksigenaze 1, ko so le-te že absorbirane v sistemski krvni obtok. Raziskave so pokazale, da je nevarnost za predrtje želodca in krvavitev najmanjša pri bolnikih, zdravljenih z ibuprofenom in diklofenak, veliko večje tveganje pa predstavljata ketoprofen in piroksikam.

### Kožne reakcije
Neželeni učinki NSAID na kožo se kažejo kot izpuščaj, koprivnica ali pa kot fotosenzibilnost. Lahko se pa pojavijo tudi življenjsko ogrožajoči neželeni učinki na kožo, ki pa so zelo redki. Kožni neželeni učinki so drugi najpogostejši za učinki na prebavila; pojavljajo se zlasti pri mefenaminski kislini in sulindaku.

### Neželeni učinki na ledvice
Terapevtski odmerki nesteroidnih protivnetnih zdravil predstavljajo pri zdravih posameznikih majhno tveganje za ledvično fukcijo, pri občutljivih posameznikih pa lahko pride do povratne ledvične insuficience. Mehanizem povzročanja ledvičnih neželenih učinkov je zaviranje prostanoidov v ledvicah (PGE2 in PGI2), ki pomagajo vzdrževati normalno dinamiko krvi v ledvicah; pomemben je zlasti PGE2 za zagotavljanje kompenzacijske vazodilatacije kot odziv na delovanje noradrenalina in angiotenzina II.
Pogosti neželeni učinki na ledvično funkcijo, ki jih povzročajo nesteroidna protivnetna zdravila, so:
- zastajanje soli in vode v telesu
- hipertenzija (povišan krvni tlak)

Povzročijo lahko tudi ledvične motnje, zlasti ob sočasni uporabi z drugimi nefrotoksičnimi učinkovinami, na primer zaviralci ACE ali diuretiki.
Redkeje lahko NSAID povzročijo hujše ledvične neželene učinke:
- intersticijski nefritis
- nefrotični sindrom
- akutna odpoved ledvic
- akutna tubularna nekroza

NSAID-ji ob sočasni uporabi prekomernih odmerkov fenacetina ali paracetamola lahko povzročijo analgetično nefropatijo.

### Drugi neželeni učinki
Drugi neželeni učinki so redkejši in vključujejo motnje delovanja kostnega mozga in jeter. Tveganje za pojav neželenih učinkov na jetra je večje pri bolnikih z že izraženim motenim delovanjem ledvic. Pri uporabi acetilsalicilne kisline se lahko pri občutljivih posameznikih pojavi astma.